# Elaeis
Elaeis Jacq., 1763 è un genere di piante della famiglia delle Arecacee.

## Tassonomia
Comprende le seguenti specie:
- Elaeis guineensis Jacq.
- Elaeis oleifera (Kunth) Cortés